# Dirty Wars
Pour plus de détails, voir Fiche technique et Distribution.
Dirty Wars est un film américain réalisé par Rick Rowley, sorti en 2013.

## Synopsis
Le journaliste Jeremy Scahill enquête sur les guerres secrètes menées par les États-Unis.

## Fiche technique
- Titre : Dirty Wars
- Réalisation : Rick Rowley
- Scénario : David Riker et Jeremy Scahill
- Musique : David Harrington
- Photographie : Rick Rowley
- Montage : David Riker et Rick Rowley
- Production : Anthony Arnove, Brenda Coughlin et Jeremy Scahill
- Société de production : Big Noise Films et Civic Bakery
- Société de distribution : IFC Films (États-Unis)
- Pays de production :  États-Unis
- Genre : Documentaire
- Durée : 87 minutes
- Date de sortie : 
  - États-Unis : 7 juin 2013

## Distinctions
Le film a été nommé à l'Oscar du meilleur film documentaire en 2014.